# Guy Simon
Guy Simon est un footballeur français né le 21 avril 1933 à Lampaul-Plouarzel et mort le 11 décembre 1988 à Brest. Il évolue au poste de défenseur durant les années 1950.

## Biographie
Guy Simon a joué 20 matchs en Division 1 avec le Stade rennais,.